# Norr Amsberg
Norr Amsberg är en tätort i Borlänge kommun.
Norr Amsberg ligger 7 kilometer nordväst om Borlänge utefter riksväg 70. Byn har 237 invånare (2020).
Dalälven meandrar söder och öster om byn. Hemsjön är en avknoppning av Dalälven med en liten förbindelse ut till älven och erbjuder en liten badplats. 

## Befolkningsutveckling
| Befolkningsutvecklingen i Norr Amsberg 1970–2020                                                      | Befolkningsutvecklingen i Norr Amsberg 1970–2020 | Befolkningsutvecklingen i Norr Amsberg 1970–2020 | Befolkningsutvecklingen i Norr Amsberg 1970–2020 | Befolkningsutvecklingen i Norr Amsberg 1970–2020 |
| --- | ------------------------------------------------ | ------------------------------------------------ | ------------------------------------------------ | ------------------------------------------------ |
| |                                                  |                                                  |                                                  |                                                  |
| År |                                                  |                                                  | Folkmängd                                        | Areal (ha)                                       |
| 1960                                                                                                  | 1960                                             |                                                  | 163                                              | ¤                                                |
| 1970                                                                                                  | 1970                                             |                                                  | 203                                              |                                                  |
| 1990                                                                                                  | 1990                                             |                                                  | 104                                              | 30#                                              |
| 1995                                                                                                  | 1995                                             |                                                  | 214                                              | 82#                                              |
| 2000                                                                                                  | 2000                                             |                                                  | 221                                              | 83                                               |
| 2005                                                                                                  | 2005                                             |                                                  | 227                                              | 83                                               |
| 2010                                                                                                  | 2010                                             |                                                  | 236                                              | 83                                               |
| 2015                                                                                                  | 2015                                             |                                                  | 238                                              | 70                                               |
| 2020                                                                                                  | 2020                                             |                                                  | 239                                              | 72                                               |
| Anm.: Ny tätort 1970. Ej tätort 1975-2000. ¤ Som tätortsbebyggelse med 150-199 invånare # Som småort. |                                                  |                                                  |                                                  |                                                  |

## Sevärdheter
Det fina timrade Amsbergs kapell är byggt 1683. Där finns till exempel omålade kyrkbänkar, ett altarskåp från 1490 (troligen krigsbyte) och en ljuskrona. Predikstolen är från 1620. Mässkrudar broderade med guld och silvertråd är från 1600-1700-talet.
Ett annat turistmål är Per Gynts grotta. Han var en bergsman som blev stråtrövare och bodde i en grotta tillsammans med en orm och en varg. Han överföll och mördade resande på vägen mellan Falun och norra Dalarna. Den platsen kallas än idag "Mogan" - Mordgatan. Ovanför grottan ligger "Fläckegalgan" där Per Gynt slutligen hängdes. Om man vandrar runt grottområdet så finns berättelser uppsatta och ibland anordnas guidade turer.